# 부르봉양시칠리아 공주 베아트리체

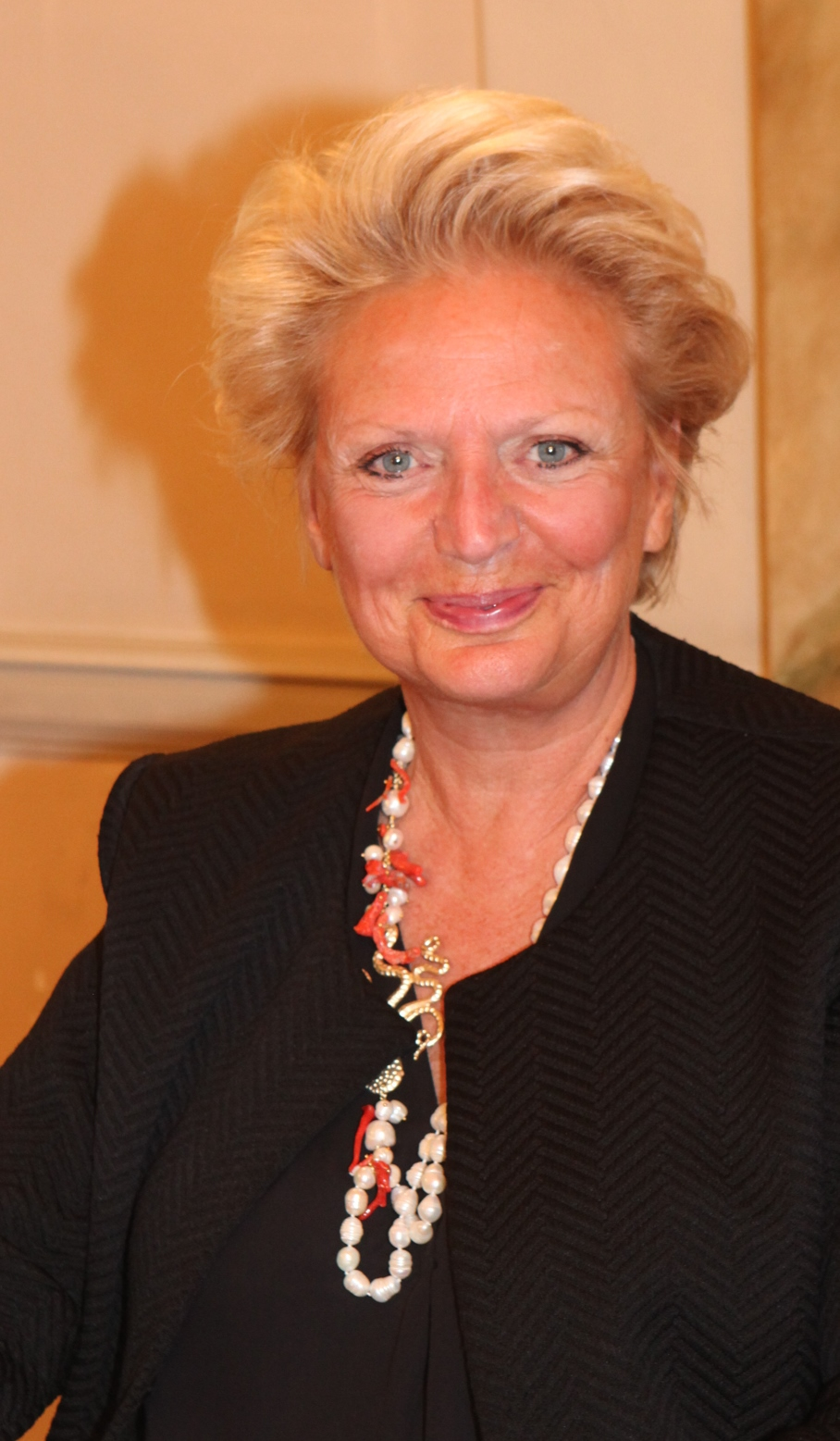
부르봉양시칠리아 공주 베아트리체

부르봉양시칠리아 공주 베아트리체(Princess Béatrice of Bourbon-Two Sicilies, 1950년 6월 16일 ~ )는 카스트로 공작 페르디난드 왕자와 그의 아내 샹탈 드 셰브론빌레트의 장녀이다.
그녀의 남동생인 카스트로 공작 카를로 왕자는 현재 카스트로 라인에서 보르보네두에시칠리에가의 수장 자리를 주장하고 있다. 2014년부터 베아트리체는 성 조지 성 군사 콘스탄티누스 수도회의 대주교로 재직하고 있다.